# ФК Гомел
ФК „Гомел“ е беларуски футболен клуб от гр. Гомел.
Според изследванията на Международната федерация по футболна история и статистика първият мач на територията на днешен Беларус се играе именно в Гомел през 1910 г.
Настоящият отбор се завръща в елита като победител от Първа лига, където си осигурява 1-вото място 7 кръга преди края. Шампион на Беларус през 2003 г., когато подобрява рекордите за най-много „сухи“ мрежи (21), най-малко допуснати голове (12) и най-много поредни мача в началото на сезона без допуснат гол (11).

## Успехи
- Шампион на Беларус (1): 2003
  - Сребърен медалист: (1): 2007
  - Бронзов медалист: (2): 1999, 2011

- Носител на Купа на Беларус (3): 2002, 2011, 2022
  - Финалист за Купа на Беларус (1): 2004
  - Супер купа на Беларус (1): 2012

## История
Отбори от Гомел (обикновено градска или районна селекция или железопътен отбор Локомотив, но не винаги) играят в първенствата на Беларуската ССР от началото на 1920 г. През 1946 г. лигата на Беларуската ССР за един сезон става една от зоните на лигата на 3-то ниво на СССР, а Локомотив Гомел става първият градски отбор, който играе в съветската лига.
Съвременният отбор на Гомел е основан през 1959 г. като Локомотив Гомел. Те играят на 2-ро ниво на съветския футбол между 1959 и 1968 г. Резултатите варират между сезоните, тъй като отборът успява да завърши 1-ви в своята зона през 1962 г., както и последно през 1959 г. и 1963 г. Въпреки това, тъй като структурата на системата на съветските лиги се променя почти всеки сезон през 50-те и 60-те години на миналия век, Локомотив не е повишаван или изпада до друга реорганизация на лигата през 1969 г.
Гомселмаш играе на 3-то ниво на съветския футбол между 1969 и 1989 г., до по-нататъшна реорганизация на лигата през 1990 г., след което отборът е изхвърлен в 4-то ниво.
През 1992 г. Гомселмаш се присъедини към новосформираната Беларуска висша лига. Първите години са неуспешни и отборът изпада през 1995 г. През същата година те променят името си на сегашното, FC Gomel. През 1998 г. Гомел се завръща във Висшата лига и постига много по-добри резултати от преди (шампионска титла през 2003 г., 2-ро място през 2007 г. и 3-то през 1999 г.). Отборът също така спечели Купата на Беларус през 2002 г. и стигна до финала през 2004 г.
През 2012 г. те играха с английския клуб Ливърпул в квалификационните кръгове на Лига Европа на УЕФА. В първия мач те загубиха с 0-1 и отново загубиха като гост на Анфийлд във втория мач с 3-0.

## ФК Гомел в Европа
| сезон   | турнир                | кръг             | съперник       | 1-ви мач | 2-ри мач | общо       |
| ------- | --------------------- | ---------------- | -------------- | -------- | -------- | ---------- |
| 1999    | Купа Интертото        | Първи            | Храдец Кралове | 0-1      | 1-0      | 1-1 (2-1д) |
| 1999    | Купа Интертото        | Втори            | Хамарбю ИФ     | 0-4      | 2-2      | 2-6        |
| 2000-01 | Лига Европа           | Квалиф. кръг     | АИК            | 0-1      | 0-2      | 0-3        |
| 2002-03 | Лига Европа           | Клалиф.кръг      | ХЯК Хелзинки   | 1-0      | 4-0      | 5-0        |
| 2002-03 | Лига Европа           | 1-ви квалиф.кръг | Шалке 04       | 1-4      | 0-4      | 1-8        |
| 2004-05 | Шампионска лига       | 1-ви квалиф.кръг | СК Тирана      | 0-2      | 1-0      | 1-2        |
| 2008-09 | Лига Европа           | 1-ви квалиф.кръг | Легия Варшава  | 0-0      | 1-4      | 1-4        |
| 2011-12 | Лига Европа           | 3-ти квалиф.кръг | Бурсаспор      | 1-2      | 1-3      | 2-5        |
| 2012-13 | Лига Европа           | 1-ви квалиф.кръг | Викингур Гота  | 6-0      | 4-0      | 10-0       |
| 2012-13 | Лига Европа           | 2-ри квалиф.кръг | Ренова         | 2-0      | 0-1      | 2-1        |
| 2012-13 | Лига Европа           | 3-ти квалиф.кръг | Ливърпул       | 0-1      | 0-3      | 0-4        |
| 2022-23 | Лига на Конференциите | 2-ри квалиф.кръг | Арис           | 1-5      | 1-2      | 2-7        |

## Български футболисти
- Станимир Георгиев: 2004 - (15 мача - 2 гола)
- Георги Бижев: 2005 - (12 мача - 3 гола)